# Lycenchelys xanthoptera
Lycenchelys xanthoptera és una espècie de peix de la família dels zoàrcids i de l'ordre dels perciformes.

## Hàbitat
És un peix marí i d'aigües profundes que viu entre 771-1.056 m de fondària.

## Distribució geogràfica
Es troba a l'oceà Antàrtic: mars de Weddell i de Ross.

## Observacions
És inofensiu per als humans.